# Jérôme Baptendier
Jérôme Baptendier (28 aprile 1975) è un ex sciatore alpino francese.

## Biografia
Baptendier debuttò in campo internazionale in occasione dei Mondiali juniores di Lake Placid 1994; esordì in Coppa del Mondo il 24 gennaio 1999 a Kitzbühel in slalom speciale piazzandosi 21º (tale piazzamento sarebbe rimasto il migliore di Baptendier nel massimo circuito internazionale) e il 13 febbraio successivo conquistò a Sella Nevea nella medesima specialità l'ultimo podio in Coppa Europa (3º). Prese per l'ultima volta il via in Coppa del Mondo il 9 gennaio 2000 a Chamonix in slalom speciale, senza completare la prova, e si ritirò al termine della stagione 2000-2001; la sua ultima gara fu uno slalom speciale FIS disputato il 15 aprile a Flaine. Non prese parte a rassegne olimpiche o iridate.

## Palmarès

### Coppa del Mondo
- Miglior piazzamento in classifica generale: 120º nel 1999

### Coppa Europa
- Miglior piazzamento in classifica generale: 11º nel 1999
- 2 podi (dati dalla stagione 1994-1995):
  - 1 secondo posto
  - 1 terzo posto